# Elena Napolitano
Elena Napolitano (Argentina, 1960 - 2010) fue una cantante de jazz y blues y militante LGBT y feminista argentina. Fue una de las precursoras del movimiento lésbico en la Argentina, a comienzos de la década de 1980 y ha sido considerada la «primera activista lesbiana argentina». Fue autora de la «Carta de persona a persona» de 1982, primera acción de visibilización lésbica en Argentina, cofundadora del Grupo Federativo Gay, coeditora de la revista Postdata, cofundadora de la Coordinadora de Grupos Gays y una de las siete mujeres lesbianas que el 8 de marzo de 1987 salieron visiblemente como tales a la calle en Argentina. Fue también conocida como Elena de Mataderos.

## Biografía
Elena Napolitano nació en 1960 y vivía en el barrio de Mataderos, en la ciudad de Buenos Aires. Desde joven se dedicó a cantar blues y jazz. A los 17 años comenzó a sentir atracción por las mujeres, pero no fue hasta los 21 años que se reconoció lesbiana, en el sentido de sentir atracción exclusivamente por las mujeres.
Argentina había tenido un incipiente movimiento de liberación homosexual, vinculado al movimiento feminista entre 1967 y 1976; pero el movimiento lésbico se mantuvo postergado. La instauración de la dictadura de 1976 impuso una política sistemática de terrorismo de Estado que barrió con las organizaciones y las organizaciones y la militancia LGBT y feminista. Pero en junio de 1982 la dictadura colapsó debido a la derrota en la Guerra de Malvinas y debió convocar a elecciones libres que debían celebrarse en octubre de 1983. 
En esas condiciones Napolitano tomó contacto con Marcelo Benítez y Zelmar Acevedo, dos históricos del Frente de Liberación Homosexual para cofundar el Grupo Federativo Gay (GFG), que poco después sería uno de los grupos más activos de la Coordinadora de Grupos Gays (CGG). En agosto de 1983 Napolitano escribió «Carta de persona a persona» una esquela escrita a máquina y salió a repartirla personalmente por las calles de Buenos Aires. En la Carta, Napolitano se reconocía explícitamente como lesbiana y se dirigía a otras mujeres, en primera persona, para convocarlas a organizarse para luchar por los derechos de las personas gays. Era la primera vez que una mujer, dando la cara, se proclamaba lesbiana y convocaba a las mujeres a luchar por los derechos de las personas gays.

Napolitano alza una voz lesbiana que se vuelve visible y no solo ejerce la acción individual y subjetiva de nombrarse en el espacio público, sino que expone un deseo colectivo desde una comunidad afectiva.

En enero de 1984, ya establecido el gobierno democrático, Napolitano edita la revista Postdata como órgano del Grupo Federativo Gay, junto a Benítez. En julio del mismo año, Napolitano se convierte en la primera mujer argentina en presentarse como lesbiana con su nombre y apellido en un medio de comunicación, al participar de un reportaje de la revista Dar la cara, en el que también fueron publicadas fotografías suyas.
En 1986 tomó contacto con el grupo de mujeres lesbianas lideradas por Adriana Carrasco e Ilse Fuskova que en 1987 dieron origen a los Cuadernos de Existencia Lesbiana, considerada la primera publicación lésbica de Argentina, lanzada para ser distribuida el 8 de marzo de 1987, durante el acto por el Día de la Mujer. Ese día, Napolitano fue una de las siete mujeres que aparecieron en el acto con vinchas de color lila que decían «Apasionadamente Lesbiana», constituyendo la primera vez en Argentina que apareció públicamente un grupo de lesbianas.